# Larisa Bakurova
Larisa Angela Bakurova (en ucraniano: Лариса Анжела Бакурова, en chino tradicional, 李瑞莎; pinyin, Lǐ Ruìshā; 21 de febrero de 1985) es una actriz y modelo taiwanesa, nacida en Ucrania. Además de sus compromisos como modelo, ha aparecido en papeles secundarios en el drama Se Besan de Nuevo (2007-8, Taiwán) y la película No Me Vayas a Romper el Corazón (2011, Hong Kong). Al lado de Tsuyoshi Abe, protagonizó la película Chicos Jóvenes (2012, Taiwán).
Bakurova fue profesional gimnasta rítmica de tres a 15 años y ganó numerosas competiciones nacionales. Fue Miss Kiev a la edad de 18 años. Bakurova se graduó de la Universidad Estatal de Economía de Odesa, donde tiene una maestría en economía. En 2013, Bakurova obtuvo el Certificado de Residencia Permanente e inició el proceso naturalización. Se casó con un ciudadano taiwanés en 2015 y dio a luz a una hija en 2016.